# برنارد دبليو. كيارني
برنارد دبليو. كيارني (بالإنجليزية: Bernard W. Kearney)‏ هو قاضي ومحامي وسياسي أمريكي، ولد في 23 مايو 1889 في إثاكا في الولايات المتحدة، وتوفي في 3 يونيو 1976 في فينيس، فلوريدا في الولايات المتحدة. حزبياً، نشط في الحزب الجمهوري.

## مناصب
- انتخب المدعي العام [الإنجليزية]‏ (1931 – 1942).
- انتخب نائب برلماني [الإنجليزية]‏ (1924 – 1929).
- انتخب قاضي (1920 – 1924).
- انتخب عضو مجلس النواب الأمريكي.